# 聖瑪麗 (梵谷)

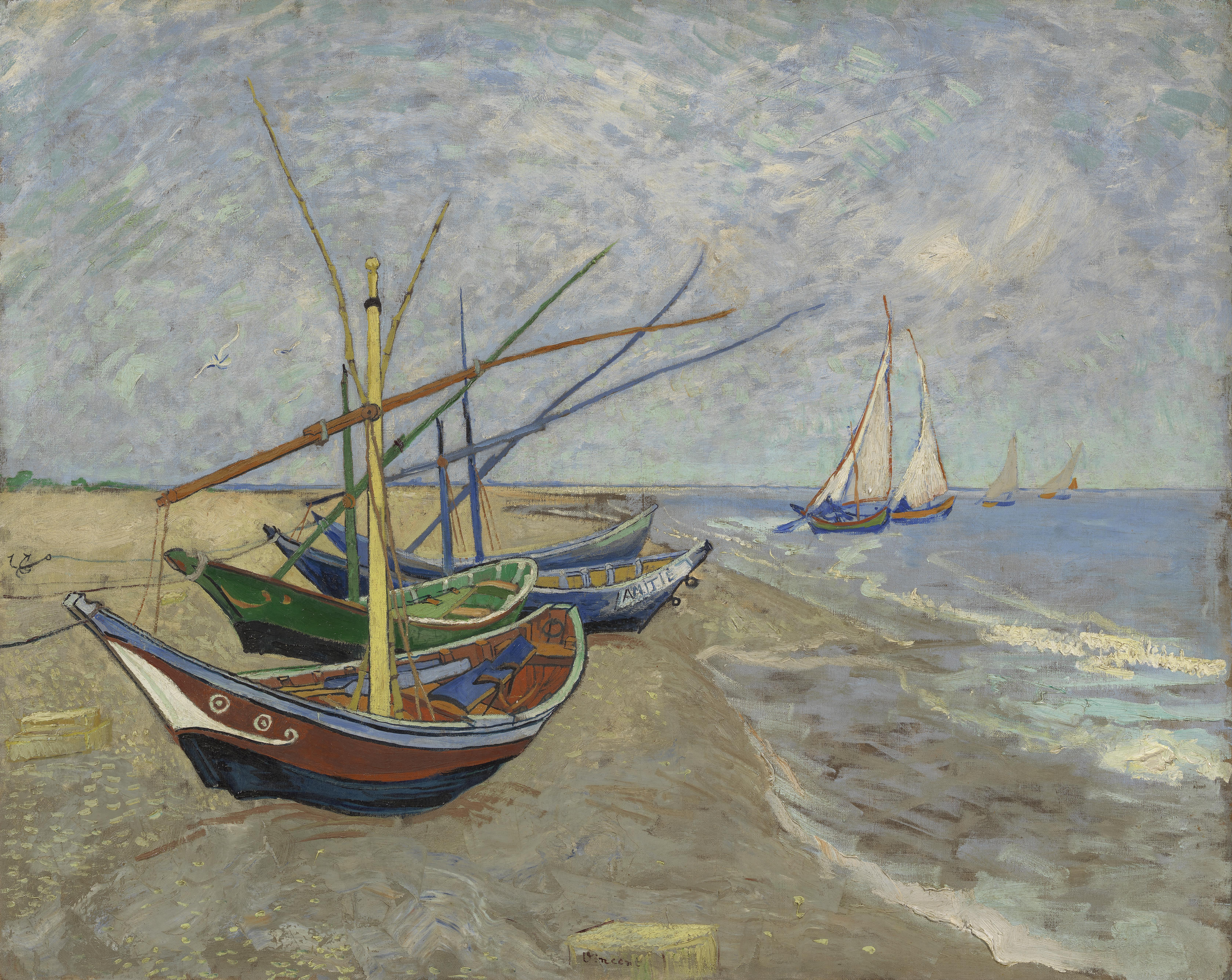
《聖瑪麗海邊的漁船》（Fishing Boats on the Beach at Saintes-Maries）, 創作於1888年6月，目前收藏於梵谷博物館 (F413)

聖瑪麗（Saintes-Maries）是荷蘭後印象派畫家文森·梵谷於1888年6月創作的一系列畫作的主題。梵谷在阿爾勒居住期間，曾到地中海沿岸的濱海聖瑪麗進行了為期一周的旅行，在那裡他創作了幾幅海景和小鎮的畫作 Over the course of his visit, Van Gogh made two paintings of the sea, one of the village, and nine drawings.  。

## 背景
他在聖瑪麗創作的作品比他早期的作品更具實驗性和表現力。梵谷在訪問期間創作了兩幅大海畫、一幅村莊畫，以及九幅素描。
梵谷到訪濱海聖瑪麗時，這裡還是個只有800名居民的小漁村。梵谷很可能住在離海灘不遠的庫倫旅館（Pension Coulomb）。梵谷打算利用這次旅行來恢復健康，並創作一些海邊的繪畫和素描。
梵谷在寫給弟弟提奧的信中描述了這座小鎮。他寫道：「這裡的海灘沙質細膩，沒有懸崖或岩石—就像荷蘭那樣—沒有沙丘，而且更加蔚藍。」在同一封信中，他還評論了小鎮的美味海鮮及人口、地理環境，他寫道：「我不相信這個村莊或小鎮裡有100棟房子。老教堂後面的主要建築是一座古老的堡壘，現在是兵營。」